# Неттиллинг
Не́ттиллинг (Ке́ннеди; англ. Nettilling Lake; инуктитут ᓐeᑦᑎᓪᓕᖕ ᓚᒃe) — озеро на северо-востоке Канады, расположено в южной части острова Баффинова Земля, входящего в состав региона Кикиктани территории Нунавут. Одно из больших озёр Канады — площадь водной поверхности 5050 км², общая площадь — 5542 км², крупнейшее озеро территории Нунавут и Канадского Арктического архипелага, десятое по величине озеро Канады и одиннадцатое по площади среди всех водоёмов Канады. Также примечательно тем, что является самым крупным озером в мире, расположенным на острове.
Озеро находится на высоте 30 метров над уровнем моря, примерно в 110 км к юго-западу от национального парка Ауюиттук. Питается от расположенного южнее озера Амаджуак, а также от множества мелких озёр и рек. Восточная часть озера состоит из трех бухт (Мираж, Камсель и Бурвош), мелководна и имеет множество островов, западная часть гораздо глубже и без островов. Побережье (кроме юго-западного) и острова озера относятся к землям инуитов поселения Пангниртанг. Сток из озера на запад в залив Фокс-Бейсин через очень мелкую реку Кукджуак. Большую часть года озеро покрыто льдом — осенью озеро замерзает в октябре, а из-за близости к морской акватории Арктики, ледостав продолжается до июля и озеро полностью освобождается ото льда только в конце июля или даже в первой половине августа. По этой причине в нем могут выжить только три вида рыб: арктический голец и две разновидности колюшки. Область между озёрами Неттиллинг и Амаджуак — один из районов обитания оленей карибу.
Первым европейцем, побывавшим на берегах озера, был Франц Боас в 1883 году.